# Gregorianische Semiologie
Gregorianische Semiologie ist die Lehre von den Neumenzeichen (griech. σημεῖον, „Zeichen“) zur Interpretation des Gregorianischen Chorals.
Die Gregorianische Semiologie bedient sich der Erkenntnisse der Paläographie, um durch das Studium der ältesten Gregorianischen Handschriften zu einer Interpretation zu gelangen, die auf den rhythmischen und melodischen Befunden der Neumenhandschriften basiert.
Im Gegensatz zur Paläographie bezieht die Gregorianische Semiologie auch Fragen der Ästhetik und der praktischen Ausführung des Gregorianischen Chorals mit ein. Sie sucht ein Verständnis der Bedeutung der Neumenzeichen aus dem Text und der Melodie und der Beziehung beider zueinander zu erlangen. Ihr methodisches Vorgehen ist durch vergleichendes Formelstudium, vergleichendes Handschriftenstudium und die Analyse des Kontextes bestimmt. Sie stützt sich vorwiegend auf die ältesten Handschriften mit adiastematischen Neumen, da diese die meisten Differenzierungen hinsichtlich Rhythmus und Artikulation wiedergeben.
Die Gregorianische Semiologie will zeigen, dass Text und Melodie im Gregorianischen Choral innig miteinander verbunden sind. Nach den Erkenntnissen der Gregorianischen Semiologie sind Rhythmus und Artikulation des Gregorianischen Chorals vorwiegend durch den Text bestimmt.

## Geschichte
Die Gregorianische Semiologie wurde begründet durch Eugène Cardine. Sie wurde von ihm zuerst 1954 auf dem Zweiten Internationalen Kongress für Katholische Kirchenmusik in Wien vorgestellt. Seine Arbeiten wurden fortgeführt durch seine Schüler, u. a.  Luigi Agustoni und in Deutschland besonders Godehard Joppich und Johannes Berchmans Göschl.
Der Verbreitung und Weiterentwicklung der Gregorianischen Semiologie widmet sich seit 1975 die Internationale Gesellschaft für Studien des Gregorianischen Chorals (AISCGre), die heute in fünf Sektionen organisiert ist und ca. 500 Mitglieder in 30 Ländern weltweit zählt.